# Ethel Blondin-Andrew
Ethel Blondin-Andrew (née le 25 mars 1951) est une fonctionnaire, pédagogue et femme politique fédérale des Territoires du Nord-Ouest.

## Biographie
Née à Tulít’a dans les Territoires du Nord-Ouest, Ethel Blondin-Andrew reçut un baccalauréat en éducation de l'Université de l'Alberta en 1974. Avant d'entamer une carrière en politique, elle enseigna durant de nombreuses années dans le Nord canadien.
Élue devint députée du Parti libéral du Canada dans la circonscription fédérale de Western Arctic en 1988. D'origine dénés, elle devint la première femme autochtone élue députée au niveau fédéral, elle fut réélue en 1993, 1997, 2000 et en  2004. Elle fut défaite par le néo-démocrate Dennis Bevington.
Durant son passage à la Chambre des communes, elle fut porte-parole adjointe, de l'Opposition officielle, en matière d'Emploi en 1989 et porte-parole en matière d'Affaires autochtone de 1989 à 1993. Elle fut également, sous Jean Chrétien, secrétaire d'État en matière de Formation et Jeunesse de 1993 à 1997 et en matière d'Enfance et Jeunesse de 1997 à 2003 ainsi que, sous Paul Martin, ministre d'État en matière d'Enfance et Jeunesse de 2003 à 2004 et de Nord canadien de 2004 à 2006.
Elle servit également comme conseillère dans de nombreux conseils municipaux dans la région de Fort Providence dans les Territoires du Nord-Ouest.
En 2019, le magazine Maclean's lui décerne son Lifetime Achievement Award, un prix qu'il remet chaque année à un ex-député fédéral.